# Enregistreur-lecteur de bande magnétique

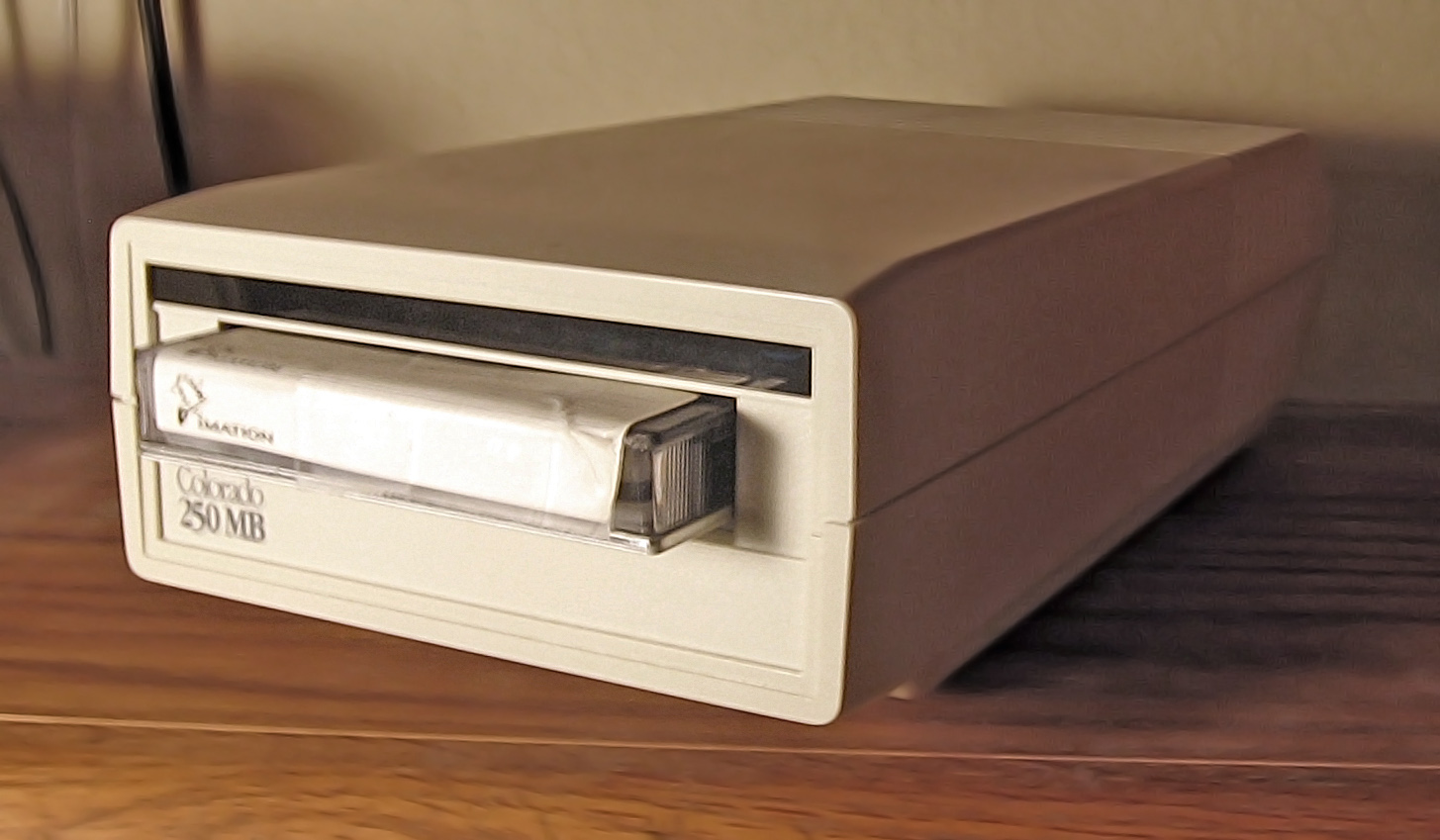
Un lecteur externe QIC.

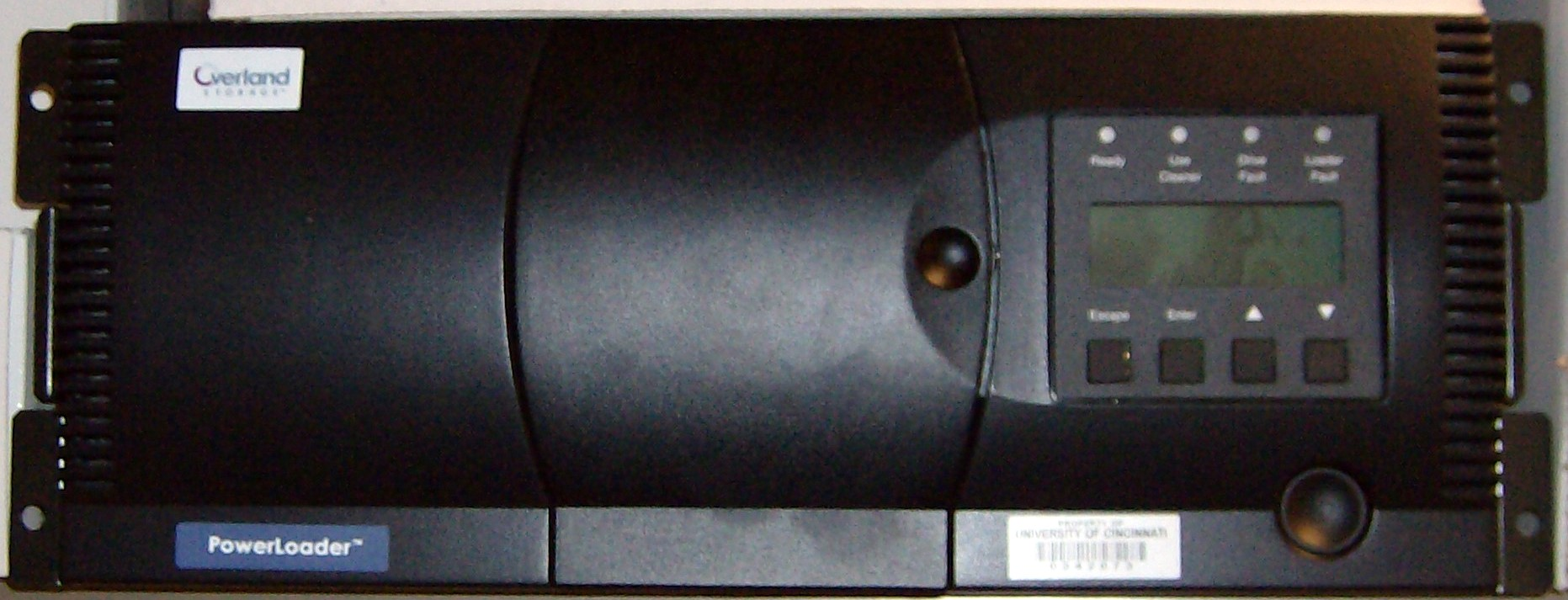
Chargeur de bandes magnétiques Overland

Un enregistreur-lecteur de bande magnétique est un périphérique de stockage utilisé pour lire et écrire des données sur une bande magnétique. L'enregistrement sur bande magnétique est la plupart du temps utilisé pour archiver des données qui sont conservées à l'écart du lecteur. Les bandes ont généralement un coût relativement faible et ne se détériorent que peu au fil du temps si elles sont stockées dans un environnement adéquat.
Les lecteurs de bandes modernes utilisent en général des cartouches, ce qui les distingue des anciens dérouleurs de bandes utilisés sur les ordinateurs centraux, qui utilisaient des bobines séparées.

## Description

### Méthode d'accès aux données

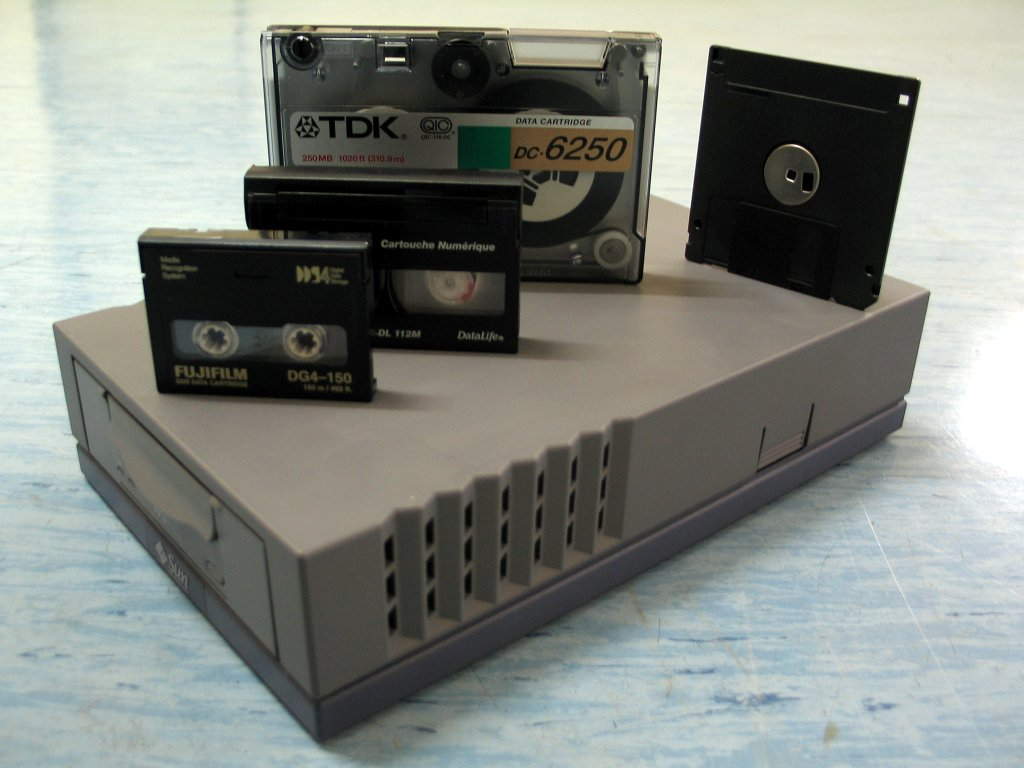
DDS tape drive. De gauche à droite: DDS-4 tape (20 GB), 112m Data8 tape (2.5 GB), QIC DC-6250 tape (250 MB), and a 3.5" floppy disk (1.44 MB)

Un lecteur de bande ne peut accéder aux données enregistrées que séquentiellement, c'est-à-dire on doit physiquement enrouler une certaine longueur de la bande avant de pouvoir lire une zone particulière de données. Les lecteurs de bande ont donc un temps de positionnement moyen très long. Néanmoins, une fois que la bande est au bon endroit, en accès séquentiel, les lecteurs de bandes peuvent récupérer les données très rapidement. Par exemple, en 2010, les lecteurs Linear Tape-Open (LTO) prennent en charge des taux de transferts continus allant jusqu'à 140 Mo/s, comparables à ceux des disques durs.
À une époque, certains lecteurs de bande étaient conçus comme une alternative économique aux coûteux disques durs. On peut citer les lecteurs ZX Microdrive et Rotronics Wafadrive. Cela n'est généralement plus possible avec les lecteurs de bande modernes qui exploitent des techniques avancées qui s'opposent à l'écriture de données isolées, et ce n'est de toute façon plus nécessaire avec la chute du prix des disques durs.

### Capacité
Les lecteurs de bande ont des capacités allant de quelques mégaoctets à des centaines de gigaoctets de données comprimées.
Comme les données peuvent être comprimées et donc prendre moins de place que sur le disque dur, il est devenu courant de les mettre sur le marché en annonçant une capacité en supposant un taux de compression de 2 pour 1. Ainsi, une bande de 80 Go de capacité est vendue comme « 80/160 ». La vraie capacité de stockage est désignée comme la « capacité réelle » ou « capacité brute ». IBM et Sony ont même supposé des taux de compression supérieurs dans leurs supports de marketing. Le taux de compression qui peut effectivement être obtenu dépend des données à comprimer. Parfois, les données sont peu redondantes, par exemple les gros fichiers vidéo sont déjà comprimées et ne peuvent pas être comprimés plus. Une base de données comportant beaucoup d'enregistrements vides, en revanche, peut permettre des taux de compression supérieurs à 10 pour 1.

### Connexion à l'ordinateur
Les lecteurs de bandes peuvent être connectés à un ordinateur en SCSI (cas le plus fréquent), en Fibre Channel, en SATA, en USB, en FireWire, en FICON ou au travers d'autres interfaces.
Les lecteurs de bande sont exploités par des bibliothèques de sauvegarde qui chargent, déchargent et rangent de nombreuses bandes, ce qui augmente le volume de données pouvant être enregistrées sans intervention manuelle.

### Fiabilité
Le Gartner Group a estimé que 10 à 50 pour cent de l'ensemble des restaurations depuis une bande échouaient. Storage Magazine et Gartner ont signalé que 34 % des compagnies interrogées ne testent jamais une restauration depuis une bande, et que parmi ceux qui les testent, 77 % ont fait l'expérience de dysfonctionnements.

### Problèmes techniques

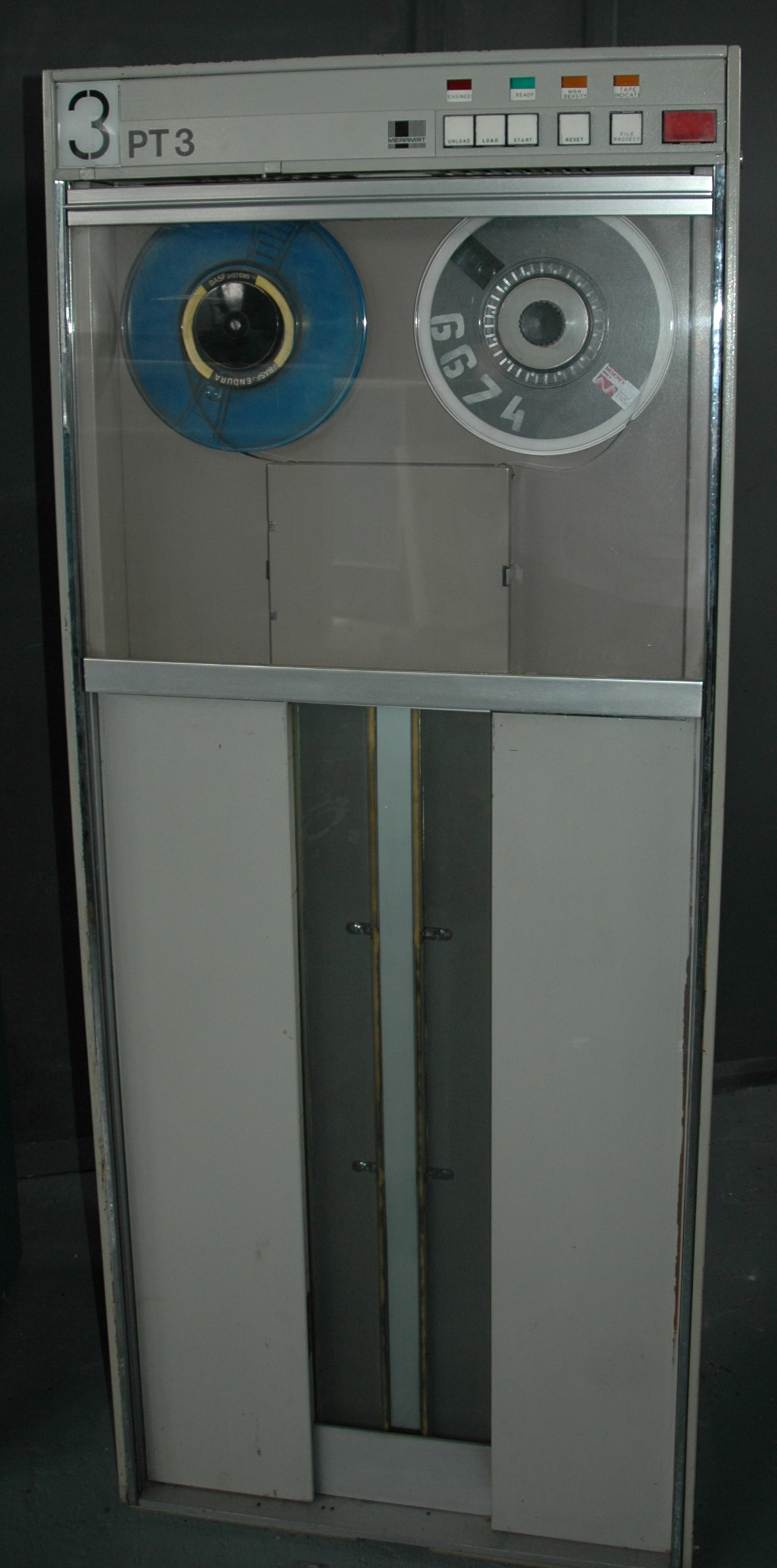
Dérouleur de bande magnétique PT3

Un effet indésirable appelé « patinage » (en anglais shoe-shining, pour « cirage de chaussures ») se produit quand la bande est lue ou écrite par petits bouts. En effet, comme les têtes du lecteur sont conçues pour transférer les données depuis ou vers une bande qui se déroule de façon continue à une vitesse minimale, les lecteurs modernes rapides sont incapables d'arrêter la bande de façon instantanée. Le lecteur doit décélérer, puis arrêter la bande, rembobiner un peu en arrière, redémarrer et avancer à nouveau la bande au point où l'opération de lecture ou d'écriture s'est arrêtée. Si cette suite d'opérations se répète, le mouvement d'avant en arrière résultant ressemble au lustrage d'un objet avec un chiffon. Le patinage diminue les taux de transfert que l'on peut atteindre, ainsi que la durée de vie des bandes et du lecteur.
À partir des années 1980, les lecteurs de bande ont comporté un tampon de données interne de manière à ne pas passer leur temps à s'arrêter et à redémarrer. On désigne souvent ce type de lecteurs sous le nom de streamers. La bande ne s'arrête que lorsque le tampon ne contient plus assez de données à écrire (soupassement de tampon ou buffer underrun) ou lorsqu'il contient trop de données lues (dépassement de tampon ou buffer overflow). Au fur et à mesure que des lecteurs de plus en plus rapides sont apparus sur le marché, le tampon ne suffisait plus à empêcher le patinage provenant de la suite d'arrêts, rembobinages et redémarrages.
Les lecteurs récents ne fonctionnent plus à une vitesse linéaire unique et fixe, mais ont plusieurs vitesses. En interne, ils implémentent des algorithmes qui adaptent dynamiquement la vitesse de la bande au taux de transfert de données de l'ordinateur. Par exemple la vitesse peut être de 50 à 100 % de la vitesse maximum. Si l'ordinateur ne peut transférer les données qu'en dessous de la vitesse minimale il causera des variations de régime voire des arrêts du lecteur.

## Supports

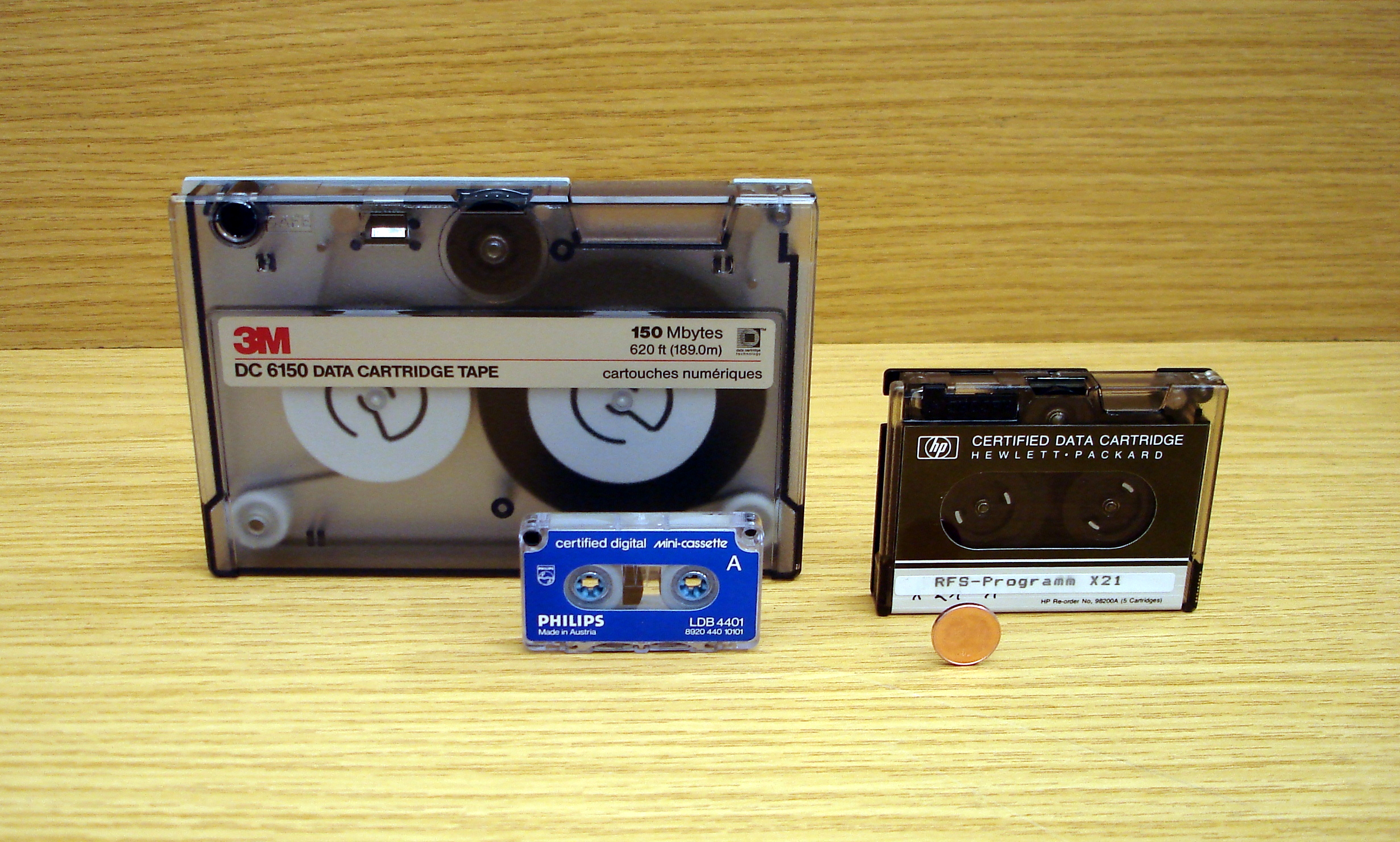
Cartouche DDS (à droite) comparée à une cartouche QIC DC (à gauche) et une microcassette (au milieu)

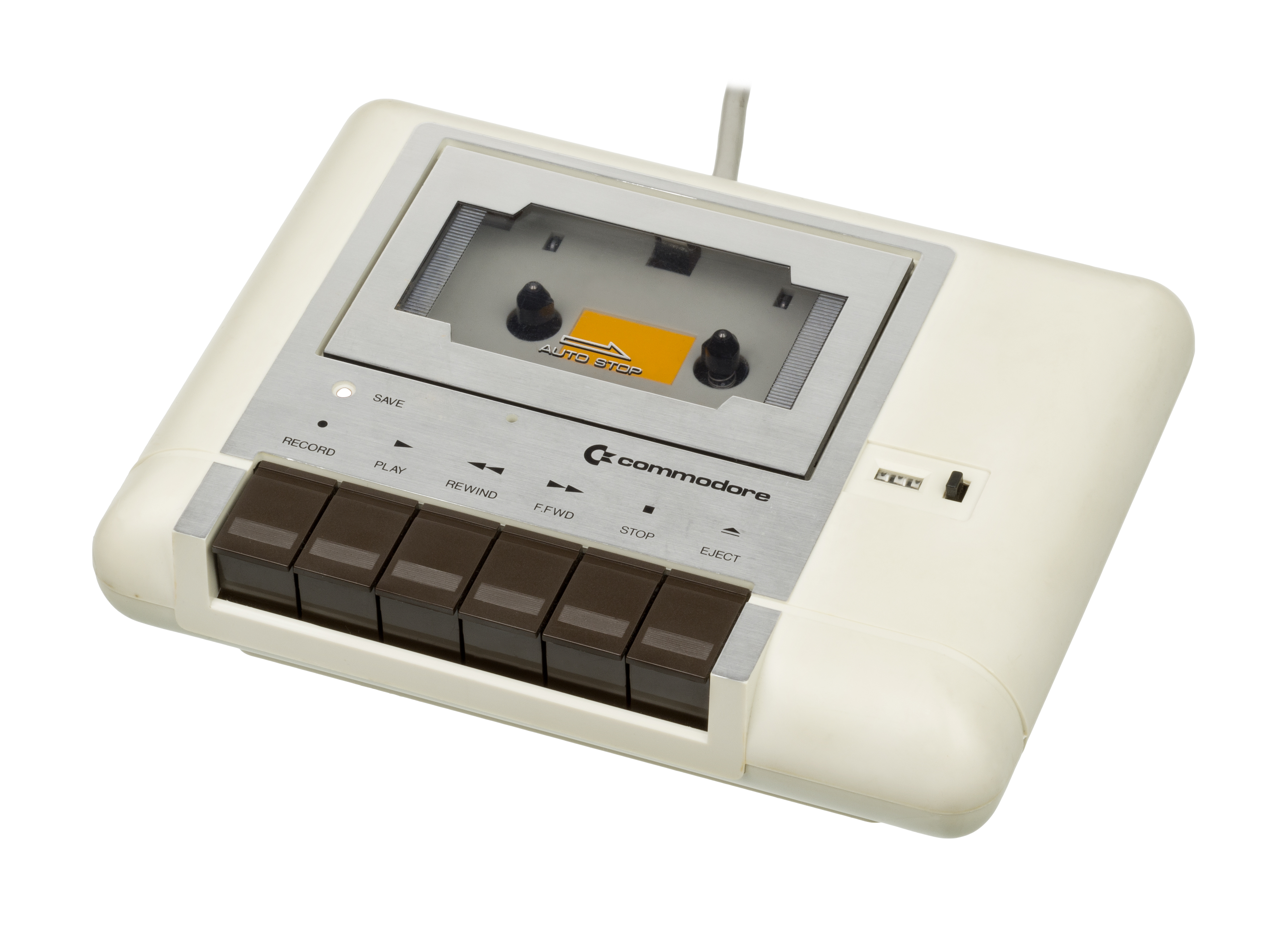
Commodore Datasette

La bande magnétique est en général protégée par une boîte connue sous le nom de cassette ou de cartouche comme le Stereo Pak ou la cassette audio. L'enveloppe externe est en plastique, parfois avec des plaques et des parties en métal, et permet de manipuler aisément la fragile bande. Un tel dispositif est bien plus pratique et plus robuste que des bobines de bande exposée. De simples cassettes audio étaient monnaie courante pour enregistrer et distribuer les données sur les ordinateurs personnels à l'époque où les lecteurs de disquettes étaient chers.

## Évolution
En 2007, l'analyste Dave Russell de chez Gartner a prédit que les sauvegardes et restaurations ne seraient plus en majorité faites sur bande mais sur des disques en ligne en 2011, ce qui provoquerait une évolution majeure du marché de la sauvegarde.
Néanmoins, à la même date, les lecteurs de bandes n'avaient pas encore atteint leur capacité maximale.
En 2011, Fujifilm et IBM ont annoncé qu'ils ont réussi à enregistrer 4,5 milliards de bits par centimètre carré au moyen de bandes magnétiques à particules de BaFe et en utilisant des nanotechnologies, ce qui permettait de créer un lecteur de bande de capacité non compressée de 35 To,. Ce genre de technologie ne devrait pas être disponible commercialement avant une dizaine d'années.

## Sources
(en) Cet article contient des extraits de la Free On-line Dictionary of Computing qui autorise l'utilisation de son contenu sous licence GFDL.